# Krystyna Palmowska
Krystyna Palmowska (11. listopadu 1948 Varšava – 15. června 2025 Vysoké Tatry) byla polská horolezkyně a inženýrka. V roce 1983 jako první žena zdolala vrchol Broad Peak a o dva roky později se účastnila prvního ženského výstupu na Nanga Parbat.

## Životopis
Krystyna Palmowska se narodila 11. listopadu 1948 ve Varšavě. V roce 1969 se stala členkou Varšavského horolezeckého klubu, se kterým se pravidelně účastnila horolezeckých výprav a své zkušenosti získávala ve Vysokých Tatrách. Poté, co se seznámila s partnerkou Annou Czerwińskou, se stala známou díky výstupům na nejtěžší tatranské cesty, včetně zimních výstupů.
Svou první expedici do Karákóramu podnikla v roce 1975. Toho roku dosáhla na Gašerbrum II, který je výšce 8035 m, než pokus o výstup přerušila.
V roce 1977 uskutečnily Czerwińska a Palmowska druhý ženský výstup severní stěnou Matterhornu. V následujícím roce sezúčastnila prvního úspěšného zimního výstupu na Matterhorn, který absolvovaly pouze ženy.
V roce 1979 uskutečnila s Czerwińskou nový výstup na Rakapoši. Jednalo se o první ženský výstup. V roce 1980 se zúčastnila expedice na Kančendžengu.
V roce 1982 byla členkou ženské expedice na K2 spolu s Wandou Rutkiewiczovou a Czerwińskou. Palmowská dosáhla na Abruzském žebru výšky 7 000 m a poté sestoupila. Následujícího roku zdolala svou první osmitisícovku Broad Peak alpským stylem a 30. července 1983 se stala první ženou, která dosáhla vrcholu.
V roce 1985 byla členkou prvního ženského expedičního týmu, který zdolal vrchol Nanga Parbat. V roce 1986 s Czerwińskou dosáhla výšky 8 200 m na K2 cestou Magic Line. Následně sestoupily.
Mimo horolezectví získala doktorát z elektrotechniky a pracovala jako inženýrka. V roce 2003 vydala knihu Zaklęty w górski kamień, která pojednává o horolezectví, přátelství a její vášni pro hory.
Krystyna Palmowska zemřela 15. června 2025 ve Vysokých Tatrách na Slovensku. Její tělo bylo nalezeno o den později. Bylo jí 76 let.